# Northrop Grumman RQ-180
Northrop Grumman RQ-180 är spaningsdrönare som tillverkas av Northrop Grumman för USA:s flygvapen. Designen av flygplanet är likt den av Lockheed Martin RQ-170 Sentinel. Den tros använda samma radarsystem som RQ-4 Global Hawk använder.
Flygplanet har inte officiellt lanserats utan är fortfarande under utveckling. 2013 valde USA:s flygvapen att officiellt tillkännage att RQ-180 var under utveckling. Det finns inga bilder eller uttalande om utvecklingen av flygplansmodellen, förutom att det existerar. Kontraktet för programmet började gälla 2008, och den första leveransen av prototyp skulle ske 2013.  